# Leptines d'Atenes
Leptines d'Atenes (Λεπτίνης) fou un polític atenenc que va proposar una llei per eliminar totes les exempcions de les càrregues públiques (ἀτέλειαι τῶν λειτουργιῶν). Contra aquesta llei es coneix el famós discurs de Demòstenes conegut generalment com a "discurs contra Leptines" que va redactar el 355 aC probablement un any després de la seva aprovació, el que en tot cas eximia de responsabilitat a Leptines, però el discurs de Demòstenes anava bàsicament dirigit a la revocació de la llei, no al càstig del seu proponent. Els arguments de Demòstenes foren admesos i la llei anul·lada.
Bathippos inicià accions contra la llei de Leptines (355 aC) que abolia les exempcions de les litúrgies. A la mort del pare, el seu fill, Afèpsion (Aphepsion), seguí la seva obra i se li uní Ctesippos (Ctsippus). És esmentat per Formió (Formion), Demòstenes i Ctesippos.